# صدف آوجی
صدف آوجی (ترکی استانبولی: Sedef Avcı؛ زادهٔ ۲۲ ژانویهٔ ۱۹۸۲) هنرپیشه، و مدل اهل ترکیه است. خانواده مادری او از سارایوو به ترکیه مهاجرت کرده‌اند و خانواده پدری او اهل ارزنجان هستند.
او در سال ۲۰۰۱ در مسابقه دوشیزه جهان از کشور ترکیه شرکت کرد.